# Hills of Oklahoma
Hills of Oklahoma è un film del 1950 diretto da R.G. Springsteen.
È un western statunitense con Rex Allen, Elisabeth Fraser, Elisabeth Risdon e Robert Karnes.

## Produzione
Il film, diretto da R.G. Springsteen su una sceneggiatura di Olive Cooper e Victor Arthur e un soggetto dello stesso Cooper, fu prodotto da Franklin Adreon, come produttore associato, per la Republic Pictures e girato da metà gennaio a fine gennaio 1950.

## Promozione
La tagline è: New WESTERN THRILLS With That New COWBOY SENSATION!.

## Distribuzione
Il film fu distribuito negli Stati Uniti nel maggio del 1950 al cinema dalla Republic Pictures.
È stato distribuito anche in Brasile con il titolo Caminho da Montanha.